# Barbara Pouwels
Barbara Lucia Elizabeth Pouwels (* 13. Juli 1967 in Amsterdam) ist eine niederländische Schauspielerin. Bekannt wurde sie vor allem durch ihre Rollen im niederländischen Format von Gute Zeiten, schlechte Zeiten sowie Die goldene Stunde.

## Leben
Pouwels wurde in eine Schauspielerfamilie geboren. Ihr Vater ist der Regisseur Paul Pouwels, ihre Mutter die Schauspielerin Els van Rooden. Auch ihre Schwester Pieternel Pouwels ist eine bekannte niederländische Schauspielerin. Seit 1980 spielt Pouwels in diversen niederländischen Filmen und Serien mit. Ihr erster Auftritt war 1980 in der Serie De sixth grade. 1992 schloss sie ihr Studium an der Amsterdamse Hogeschool voor de Kunsten ab.
Von 2014 bis 2017 hatte Pouwels eine Hauptrolle in der niederländischen Gefängnisserie Celblok H inne; Sie spielte die Rolle der harten, psychopathischen Gefängnisdirektorin. 2021 spielte sie im Musical Soldaat van Oranje in Valkenburg die Rolle der Königin Wilhelmina und in der TV-Serie BuZa ist sie Mitglied im Parteivorstand, der einen alkoholkranken Minister entlassen will.
Zusätzlich verleiht Pouwels Werbespots und Hörspielen ihre Stimme.